# Riedgraben (Heitzhoferbach)
Der Riedgraben ist ein gut 3½ Kilometer langer, linker und nördlicher Zufluss des Heitzhoferbachs, im hessischen Wetteraukreis gelegen, südöstlich und unterhalb des Vordertaunus in der Wetterau entspringend. Er fließt von Rosbach vor der Höhe-Rodheim vor der Höhe begradigt nach Osten durch eine landwirtschaftlich geprägte Ebene der Nidda zu, doch wird er von einer bewaldeten Hügelkette, dem etwa 25 m höheren Alteberg ⊙, nach Süden abgelenkt und so dem Heitzhoferbach zugeführt, in den er auf dem Gelände der Riedmühle von links mündet, exakt auf der Grenze zwischen den beiden Karbener Ortsteilen Petterweil und Okarben. Sein Unterlauf im Unterried vor dem Alteberg ist in den 1990er Jahren renaturiert und so später zur Heimat des Bibers geworden. Er ist eines von zwei Rodheimer Fließgewässern (der nördlich gelegene Hamstergraben ist das andere).

## Name
Es ist zu vermuten, dass sein Name sich davon ableitet, dass er zumindest im Unterlauf durch eine flache und sumpfige Landschaft floss, einen flachen See oder Teich, der zumindest zeitweise mit Schilfbewuchs bestand (Flure „Beim Ried“, „Riedweide“, „Grundlose Wiesen“, „See“ und „Im Seegrund“), und das Unterried vor dem Riedberg, das der Riedmühle den Namen verlieh. Im 21. Jahrhundert ist es ein Auwald geworden, in dem junge Erlen dominieren, durchsetzt mit einer Reihe mehrstämmig in Linie gepflanzter alter Erlen (den begradigten Lauf des alten Heitzhöfer Baches beschreibend), Eschen, Pappeln, Eichen, Buchen oder Kirschen. Historische Karten zeigen ihn eingebettet in teils vernässtem Grasland („Helgebornwiesen“), vulgo Ried. Im 21. Jahrhundert sind seine Ufer riedbestanden, das in Abschnitten gemäht wird, in Rodheim existiert eine Riedstraße.

## Geographie

### Verlauf

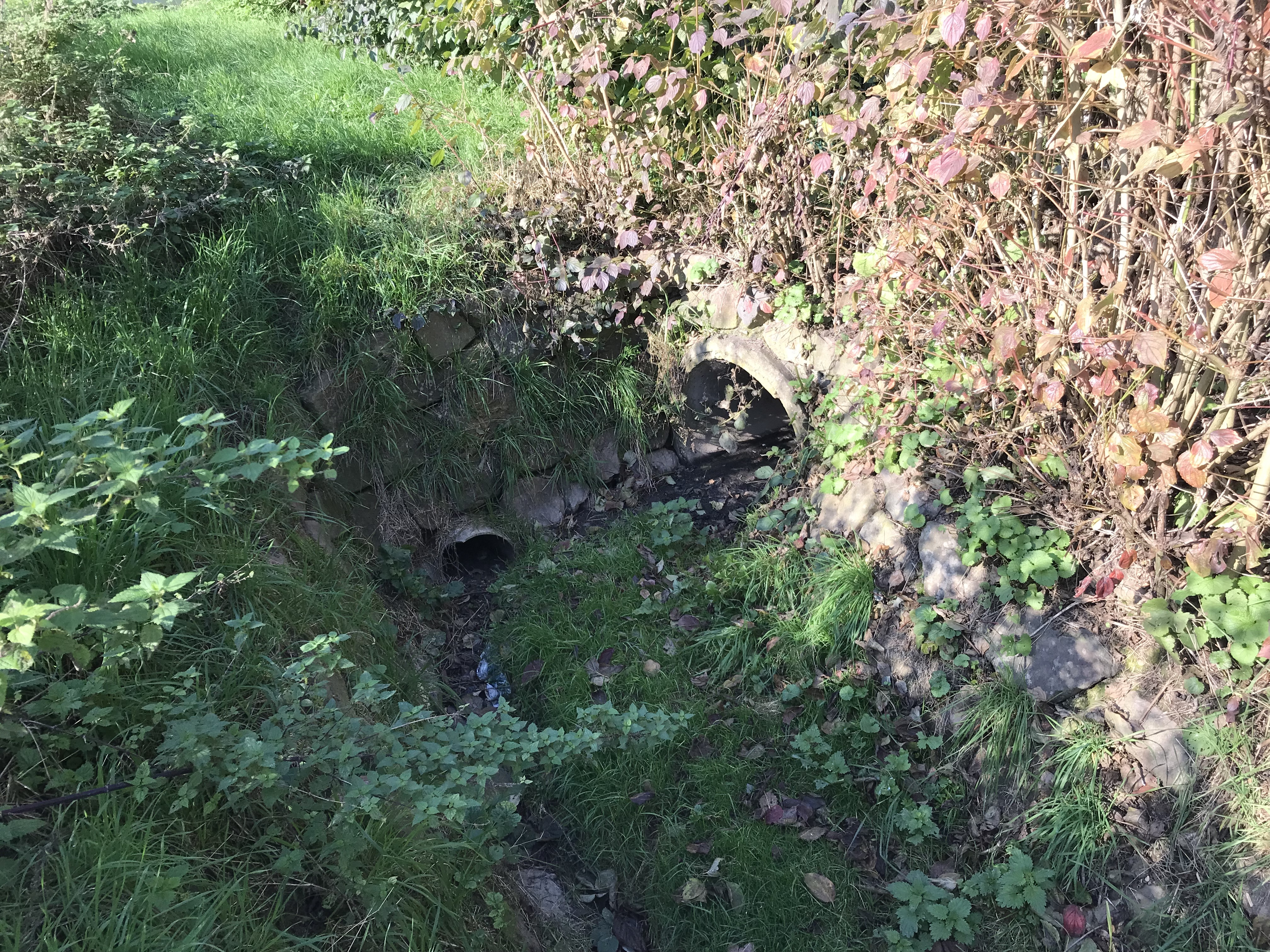
Rohre am Grabenanfang

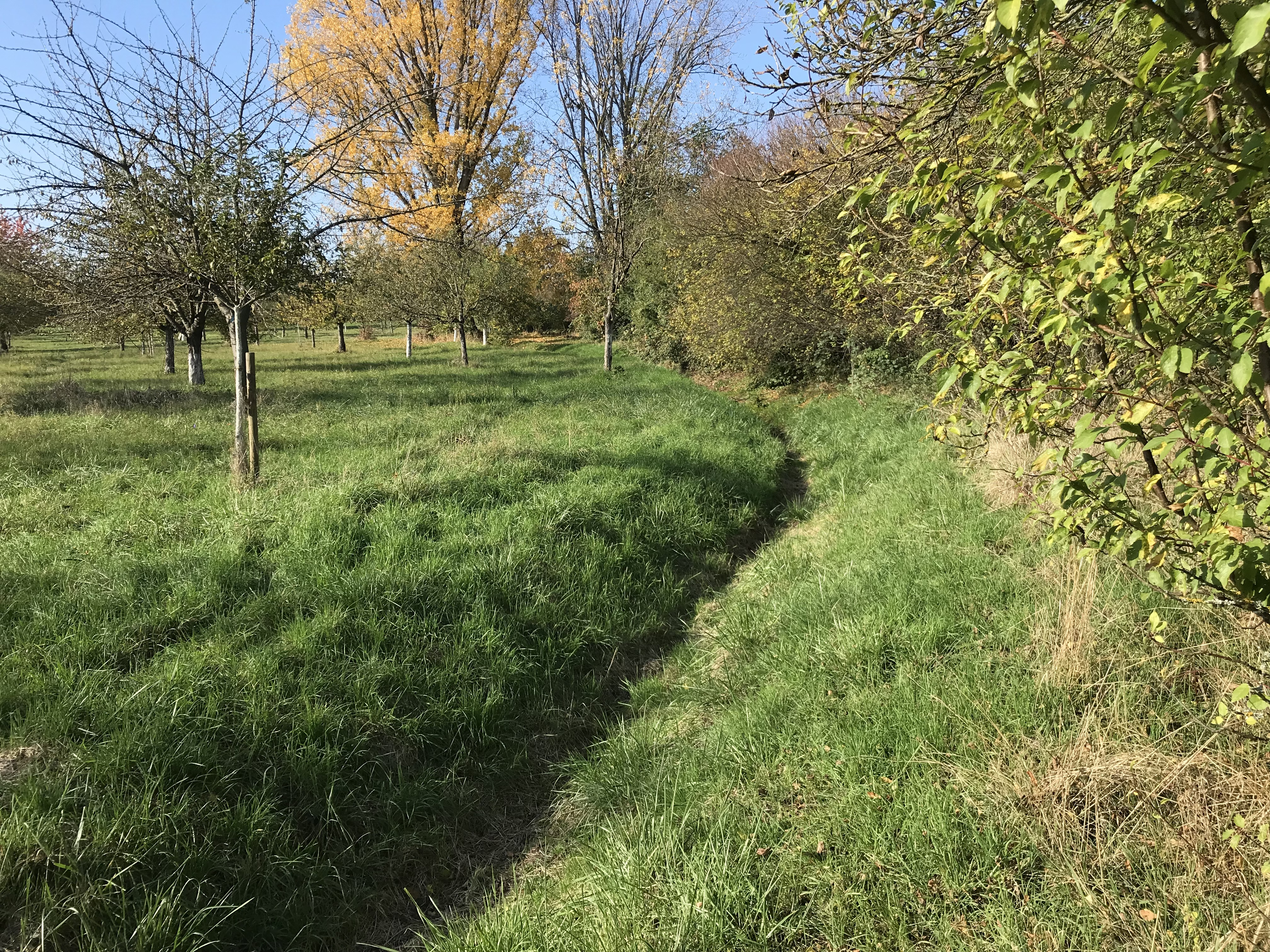
In Sackpfeife/Hub Ⅲ

Der Riedgraben beginnt offiziell unterhalb einer Brücke am südöstlichen Ortsrand des Rosbacher Ortsteils Rodheim vor der Höhe im Zuge der Uhlandstraße bzw. der in sie mündenden und zumeist unbefestigten Straße Hohlweg. Dort werden durch ein Betonrohr Oberflächenabflüsse von links oder Norden eingeleitet. Der Graben setzt sich westwärts noch ⅓ km am Südrand der Bebauung südlich der Helgebornstraße fort, weist Einleitungen auf und hat sein Ende an einer Grundstücksgrenze. Dort münden zwei Rohre in den Graben. Doch ist dies noch nicht der Anfang des Gewässers. In der 2. Änderung des Rodheimer Bebauungsplans Nr. 9 „Die Hub Ⅲ“ aus dem Jahr 2000 wird eine „nachrichtliche Übernahme des Riedgrabenausbaus“ referenziert. Die damit überplante Flur „In der Sackpfeife“ liegt etwa ⅓ km weiter westlich und bis zu 10 m höher. Westlich und oberhalb schließt sich bis zur Bahnstrecke Friedrichsdorf–Friedberg ein ⅛ km langer Abschnitt an, in den von Norden, aus dem Neubaugebiet „Die Hub Ⅲ“, von links ein etwa 60 m kurzer Graben mündet. Insgesamt hat der Riedgraben zwischen der Bahnstrecke, auf 178 m ü. NHN Höhe, und der Holzhäuser Straße oder K 7 nach Friedrichsdorf-Burgholzhausen vor der Höhe, auf 167 m ü. NHN Höhe, etwa 300 m zusätzliche Lauflänge. Östlich der Straße, die hier einen Kreisverkehr hat, beginnt ein gerader, 140 m langer Graben, der zur Stürzelheimer Straße hinab und in ein Rohr führt, das etwa 60 m Luftlinie vom Ende des Riedgrabens entfernt ist.

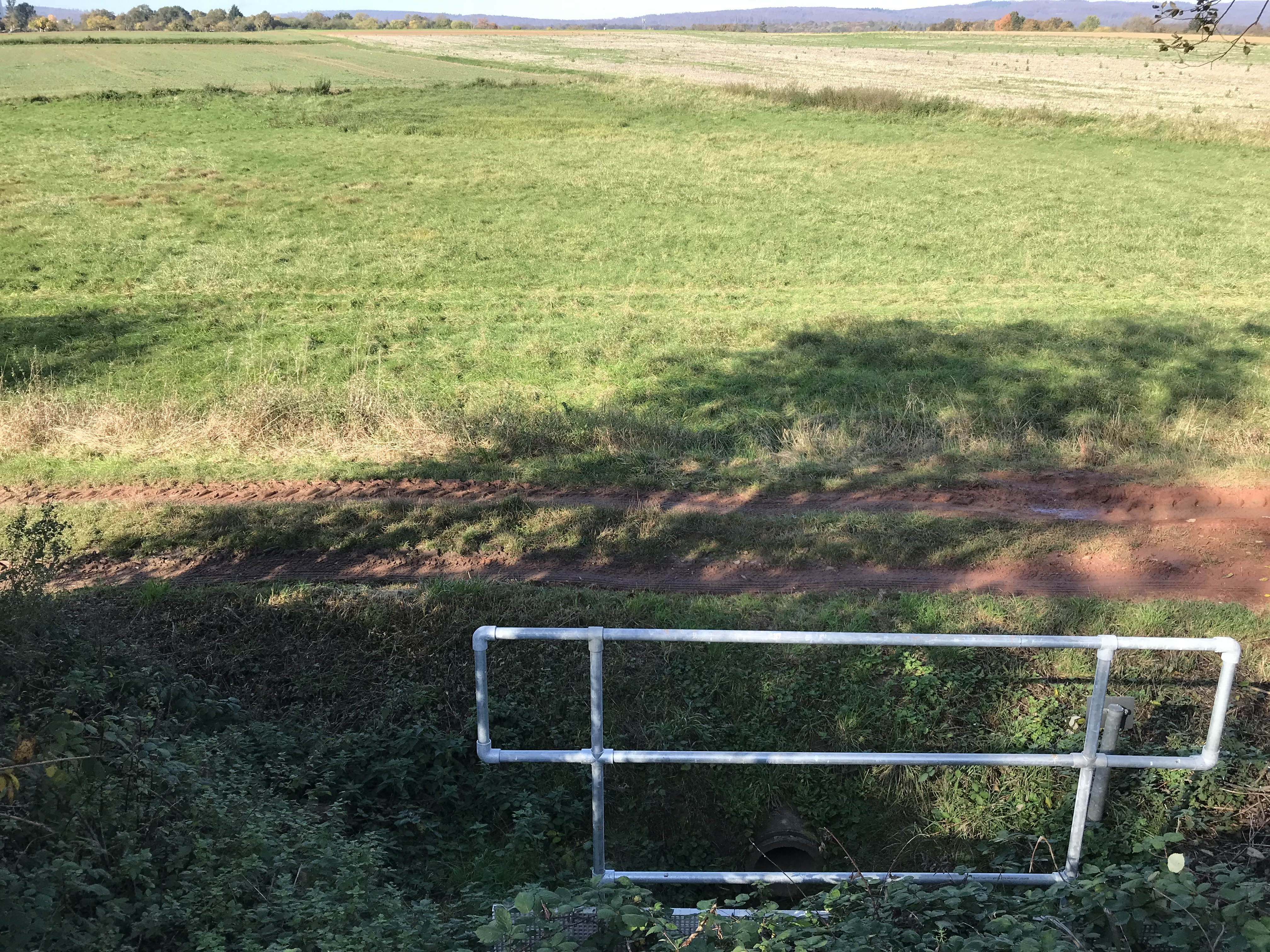
Jenseits der Bahnstrecke

Ein Stapel historischer topografischer Karten beim Landesgeschichtlichen Informationssystem Hessen (LAGIS) zeigt, dass seit der Auflage von 1970 der Graben oberhalb der Brücke als trocken gilt. 1955 führt er noch Wasser und ist nahe der Holzhäuser Straße wg. des Baus eines Sportplatzes gegenüber 1935 und 1900 verlegt. Die Karten zeigen auch, dass bereits sein Anfang durch Feuchtgebiete, also ein Ried, geführt hat, das zu seiner Benennung geführt haben kann. Anfang ist stets die K 7. Auch die Karte des Großherzogtums Hessen von der Landesaufnahme 1850–1860 zeigt seinen Beginn an der damaligen Landstraße zum damaligen Holzhausen in einem Feuchtgebiet. In der Landschaft und im Geoportal sind jenseits, westlich der Bahnstrecke, ein kleines Feuchtgebiet sowie ein über 1 km langes Grabensystem erkennbar, das seinen Anfang am nordöstlichen Ortsrand von Burgholzhausen vor der Höhe auf etwa 200 m Höhe erhalten hat.
Den offiziellen Anfang des Riedgrabens benennt ein weiterer Bebauungsplan, Nr. RH G2 „Auf dem Riedgraben“ aus dem Jahr 2015. Demnach soll das Umfeld des Bachs aus privaten Grünflächen mit der Zweckbestimmung wohnungsferne Hausgärten bestehen, mit der Abweichung, dass am rechten oder südlichen Ufer ein unbefestigter Erschließungsweg besteht. Unter diesem Weg hindurch wird ihm aus dem Auslass eines RÜ▼ beständig Wasser zugeführt. Die Wassermenge nimmt bis zur Landesstraße 3352 bei Fluss-Kilometer 3,3 zu, die in einem gemauerten Durchlass unterquert wird.

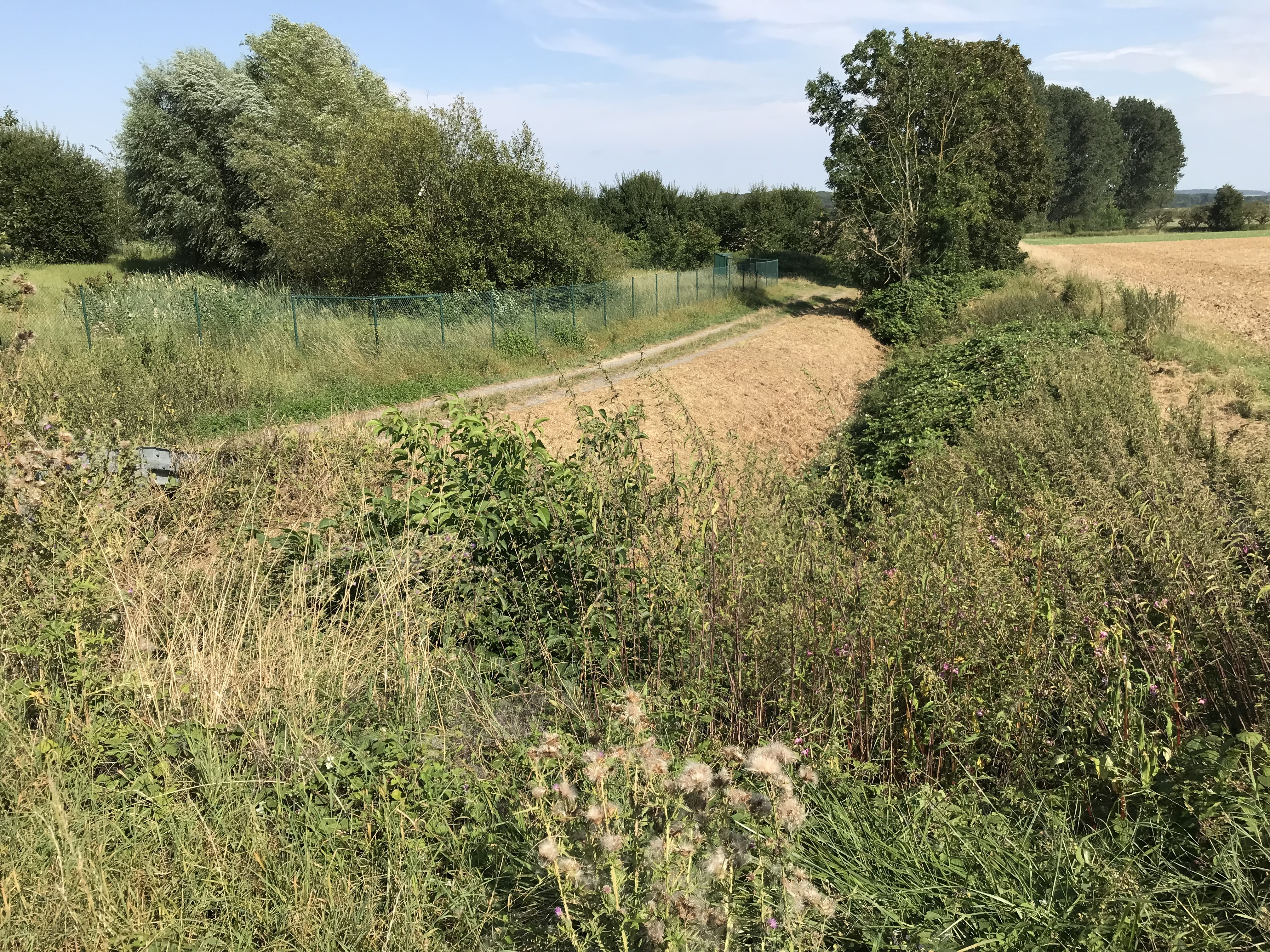
Feldflur, Pappeln in Flur „Im Ried“

Damit erreicht der Riedgraben die offene Feldflur. Auf dieser Straßenseite ist am linken Ufer ein eingezäuntes Gelände mit einer wassergefüllten Vertiefung. Der gerade Lauf biegt nach fast 300 m etwas nach rechts und bald wieder zurück auf die ostsüdöstliche Richtung und gewinnt so Abstand (60 m) zum am linken Ufer verlaufenden unbefestigten Feldweg. Am Rechtsknick beginnt eine gegen Ende des 20. Jahrhunderts gepflanzte ⅛ km lange Pappelreihe am linken Ufer, an die die Flur „Beim Ried“ anschließt. Nahe eines Paars Hochspannungsleitungen bei Fluss-Kilometer 2,6 steht ein Einzelbaum. Zwischen den Fluss-Kilometern 2,5 und 2,4 darunter, in der Flur „Grundlose Wiesen“, befand sich eine Quelle am linken Ufer. Dort sind  von der Stadtverwaltung heute (2025) eingegrünte Flachwasserteiche angelegt worden. Ein erster Bauabschnitt erfolgte 2007, 2010 wurde die Anlage erweitert. Bei Fluss-Kilometer 2,2 unterquert der Riedgraben einen asphaltierten Hauptfeldweg, die Neue Leicher Straße, vom Karben-Petterweiler Friedhof nordwärts zur Wüstung Lichen oder Laichen in der Aue des eine Rechtskurve beschreibenden Lohgrabens zwischen Rodheim und Wöllstadt-Nieder-Wöllstadt führend. Der Riedgraben durchquert auf den nächsten ⅝ km die Fluren „See“ und „Im Seegrund“. Sowohl der Bestandteil „Grundlos“ des Flurnamens als auch diese beiden Fluren weisen auf einen früher sumpfigen Landschaftsbestandteil hin, der teilweise einen See bildete, der auslief oder trockengelegt wurde, sodass sein Grund zum Vorschein kam. Auch hier kann vermutet werden, dass Riedflächen existierten. Eine Landesaufnahme aus dem 19. Jahrhundert zeigt diese.
Zuletzt entwickelte sich ein lückiger Ufersaum aus Sträuchern und niedrigen, kleinkronigen Bäumen, der in einer Rechtskurve kulminiert und einen Hochsitz und einen Steg verdeckt. Er versteckt auch die Mündung des Hamstergrabens von links und Norden bei Kilometer 1,57 auf einer Höhe von 131 m ü. NHN vor dem 175 m ü. NHN hohen und bewaldeten Alteberg. Dieser querliegende Hügelzug, der im Norden bereits Loh- und Hamstergraben nach Süden umlenkte, setzt sich bis zum noch etwa 150 m ü. NHN hohen Riedberg fort und lenkt den Riedgraben ebenfalls nach Süden ab und verhindert den direkten Abfluss zur Nidda. Nördlich der Mündung ist am Hamstergraben ein NSG ausgewiesen, die „Wiesen am Alteberg bei Rodheim“.
Die Situation vor dem westwärts herausragenden Sporn des in Nord-Süd-Richtung verlaufenden Hügelzugs des Altebergs kann auch so beschrieben werden, dass der aus Norden kommende Hamster- oder Lohgraben dem Sporn nach rechts oder Westen ausweichen muss und ihn in einem annähernden Halboval umrundet. In dieses mündet von rechts oder Westen der Riedgraben. Die vereinigten Gewässer umrunden den Sporn weiter und durchqueren dabei eine flache und feuchte Bucht mit Sickerquellen, Wasserflächen und Riedbestand. Unterhalb eines von Petterweil auf den Alteberg führenden Wegs, der zugleich Grenze zwischen Rosbach vor der Höhe-Rodheim vor der Höhe und Karben-Petterweil ist, erstreckt sich das „Pfadfinderzentrum Lilienwald“, wo der Riedgraben an offene Wasserflächen angeschlossen ist. Der Wald darunter wurde durch alte Entwässerungsgräben bewirtschaftet, deren Funktion durch den Zuzug des Bibers in den 2010er Jahren und dessen Zweckbauten konterkariert wurde. (In der Presse wurde sogar eine Gefährdung des Orts durch den erhöhten Grundwasserstand kolportiert.)

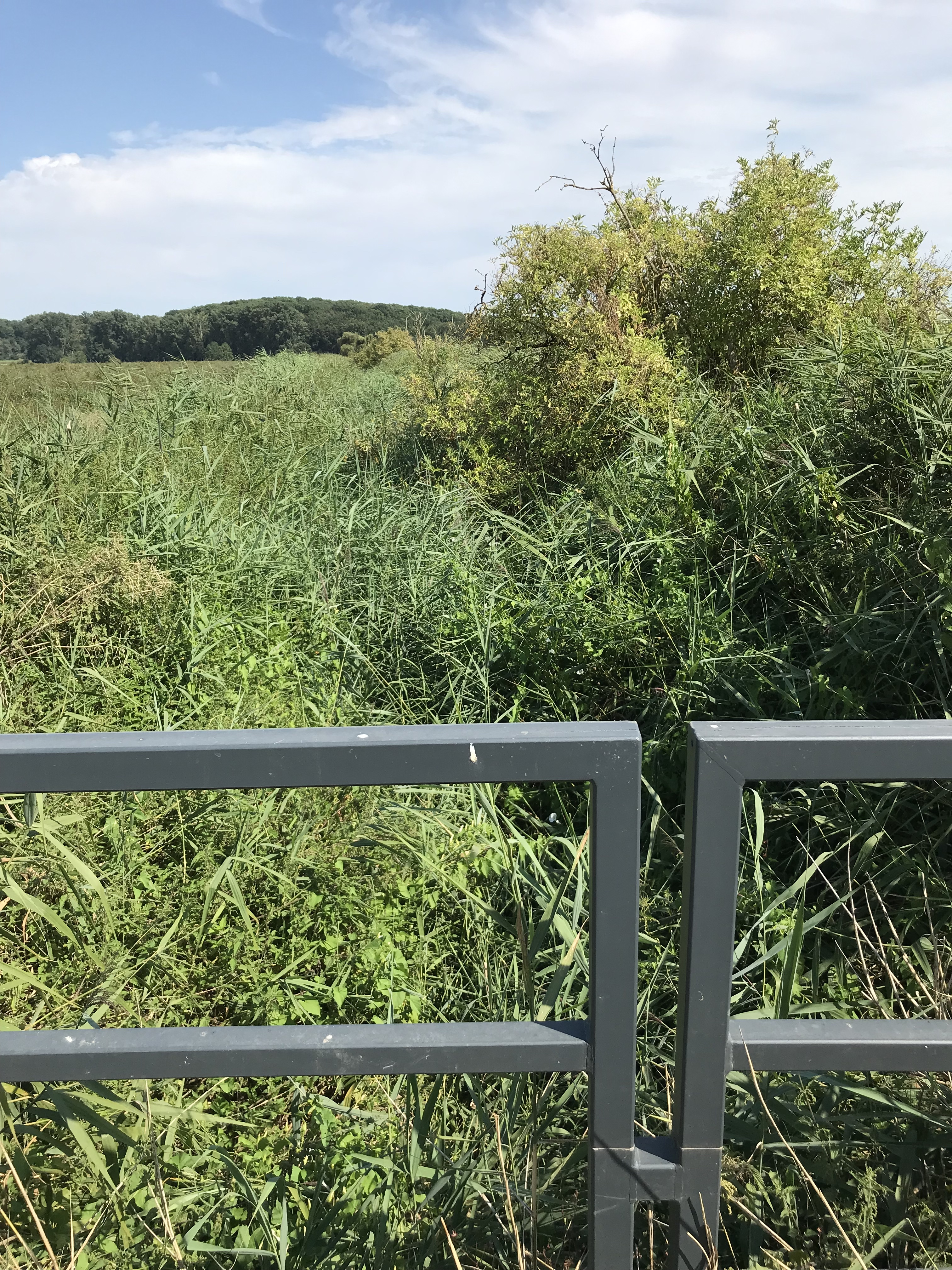
Riedgraben voller Ried an der „Neuen Leicher Straße“
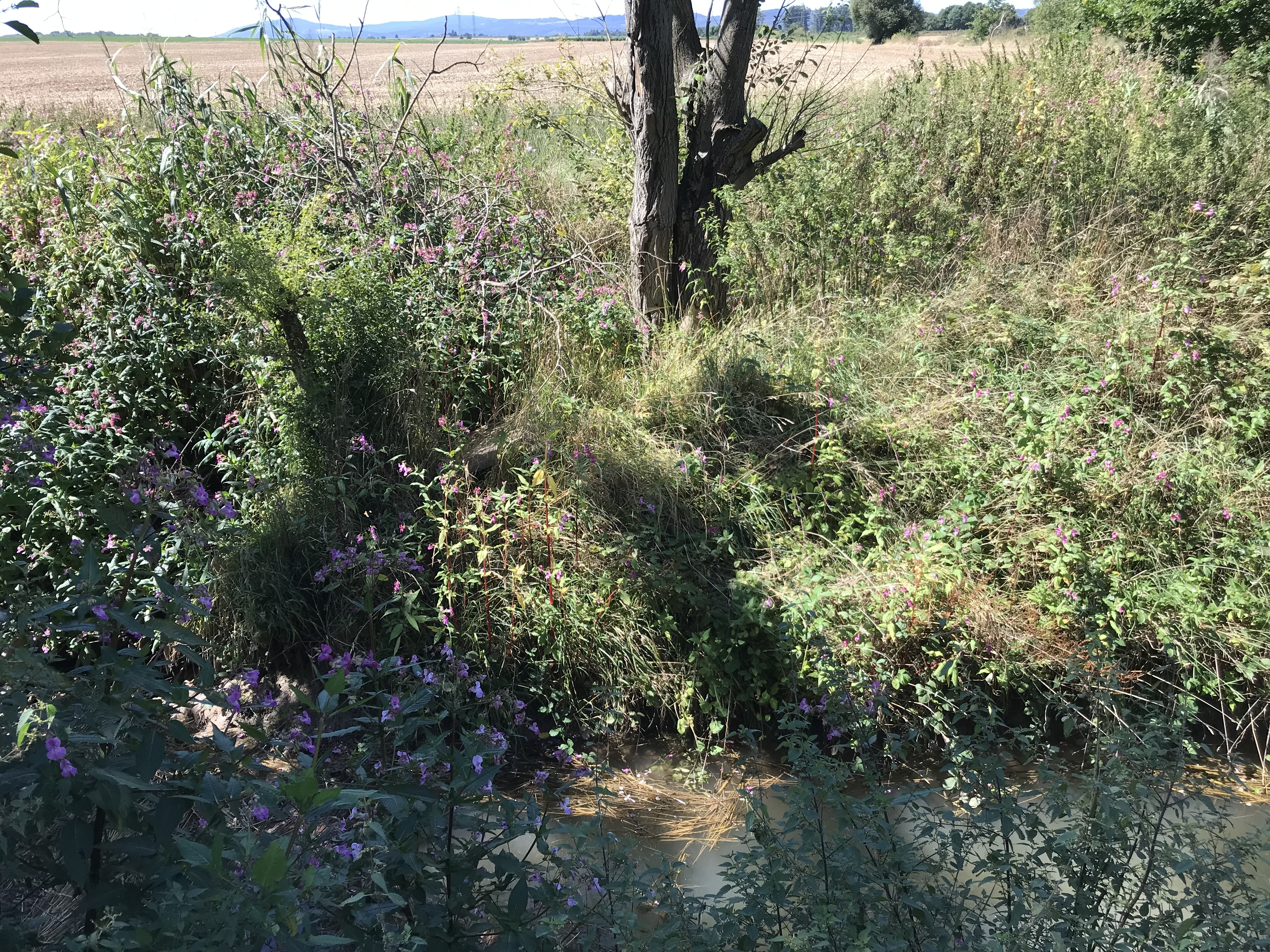
Mündung Hamstergraben, vorne von rechts, links in Riedgraben
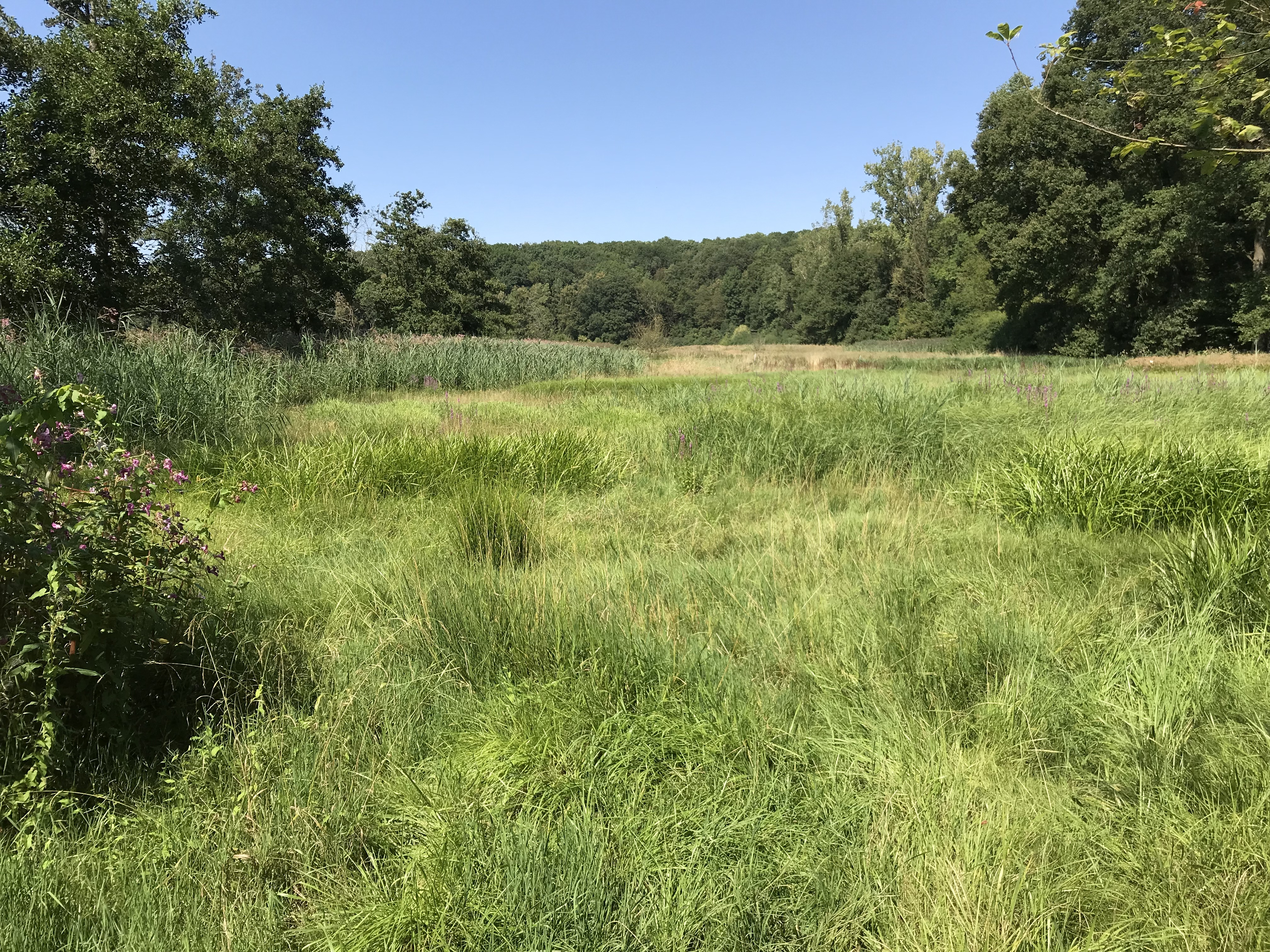
Ried in Alteberg-Bucht
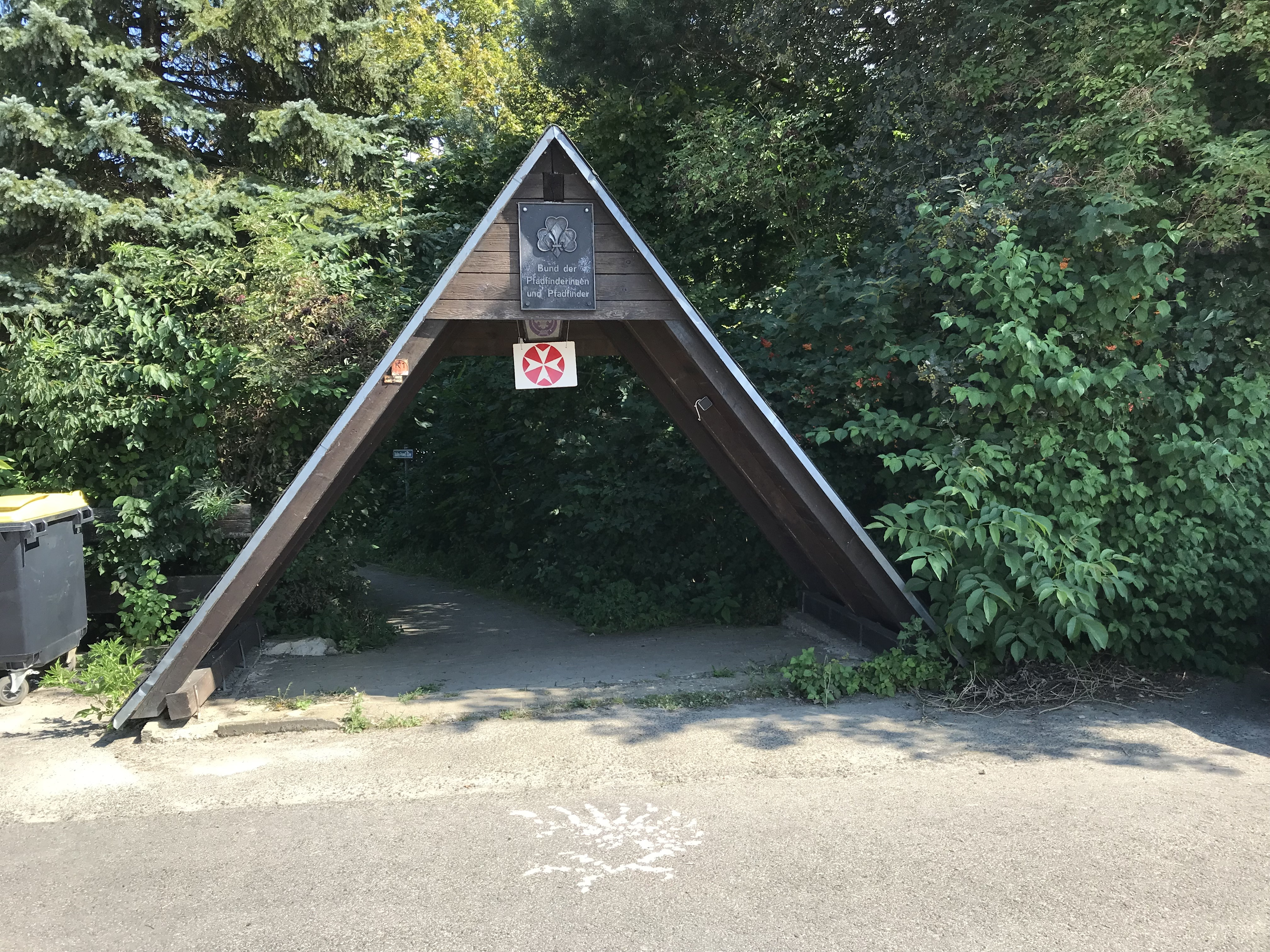
Zentrum des Bunds der Pfadfinderinnen und Pfadfinder

### Zuflüsse
Hierarchische Liste einer Auswahl der Zuflüsse, jeweils von der Quelle zur Mündung.
- namenloses Grabensystem von Friedrichsdorf-Burgholzhausen her
- Hamstergraben aus Rosbach-Rodheim vor der Höhe, von links vor dem Alteberg

### Flusssystem Nidda
- Fließgewässer im Flusssystem Nidda

## Natur und Umwelt

### Fauna
Es existiert in den 2020er Jahren ein Biber-Bestand im Unterried vor dem Alteberg.

## Wasserbauwerke

### Mühlen
Östlich und unterhalb des Karbener Ortsteils Petterweil steht an der modernen Grenze zum Karbener Ortsteil Okarben die nicht mehr betriebsfähige, einst oberschlächtige Riedmühle, die als Bannmühle für den Ort fungierte. Das für ihren Betrieb einstmals benötigte Wasser entstammte zuletzt dem heutigen „Mühlgraben“ aus dem Westen von Petterweil und dem heutigen Riedgraben, der früher einige dam weiter westlich und außerhalb des Unterrieds am unbefestigten Feldweg von Petterweil zum Zentrum des Bunds der Pfadfinderinnen und Pfadfinder und weiter führte.

### Brücken
Der Riedgraben wird als Gewässer dritter Ordnung klassifiziert und kommt daher mit Durchlässen und Stegen aus.